# راجر هیلتون
راجر هیلتون(به انگلیسی: Roger Hilton) متولد (۱۹۱۱-۱۹۷۵) نقاش انگلیسی و از پیشگامان هنر آبستره (هنر انتزاعی) در بریتانیای پس از جنگ جهانی دوم بود.

## زندگینامه
راجر هیلتون در ۱۹۱۱ میلادی در نورث‌وود لندن زاده شد. او نقاشی را در مدرسه هنر اسلید لندن آموخت. سپس مدتی را در دههٔ ۳۰ میلادی در پاریس گذراند. با شروع جنگ جهانی دوم به خدمت ارتش درآمد ولی در ۱۹۴۲ و در طی نبردی در Dieppe فرانسه دستگیر شد و تا ۱۹۴۵ به عنوان اسیر جنگی در بند آلمان‌ها بود.
با پایان‌یافتن جنگ و آزادی هیلتون، او نقاشی را بار دیگر از سر گرفت و نخستین نقاشی‌های آبستره خود را در ۱۹۵۰ ارائه کرد. او جایزهٔ اول نمایشگاه جان مور لیورپول را در ۱۹۶۳ و جایزهٔ یونسکو را در دوسالانه ونیز در ۱۹۶۴ دریافت داشت.
راجر هیلتون در ۱۹۷۵ در کورن‌وال انگلستان درگذشت.